# Gösta Åbergh

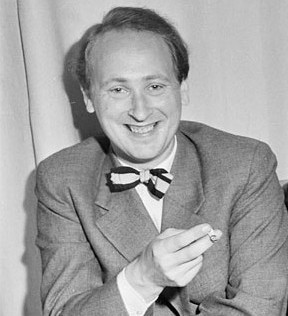
Gösta Åbergh, 1950.

Karl Gösta Åbergh, född 3 september 1919 i Härnösand, död 18 februari 2006 i Stockholm, var en svensk arkitekt.

## Liv och verk
Gösta Åbergh utbildade sig vid Kungliga Tekniska högskolan i Stockholm och grundade eget arkitektkontor 1949. Två av hans mer kända hus är Konstfacks gamla lokaler på Valhallavägen 191-199 i Stockholm och Oslo Konserthus i centrala Oslo. Gösta Åbergh ritade många andra offentliga byggnader, till exempel skolor, konsthall, daghem och bibliotek. År 1948 deltog han tillsammans med kollegerna J. Dahlstedt och B. Lindeberg i Österledstävlingen, Stockholms planerade östra vägförbindelse, som aldrig genomfördes. Deras förslag hamnade på tredje plats.
Om konstfackbyggnaden på Valhallavägen skriver arkitekturhistorikern Fredric Bedoire bland annat "...en av Stockholms vackraste byggnader från 1950-talet, med långsträckta byggnadskroppar grupperade kring gårdar."
Åbergh köpte 1959 gården Skönstavik i Sköndal, södra Stockholm. Han renoverade manbyggnaden och byggde om flygeln till sitt arkitektkontor. Gösta Åbergh bodde kvar på Skönstavik till sin död i februari 2006. Han fick sin sista vila på Skogskyrkogården i Stockholm.

## Verk i urval
- Sommarhus vid Öjaren, Sandviken, 1951, tillsammans med Hans Trygg.
- Bessemergymnasiet, undervisningslokaler, Industrivägen 7 och gymnastikhall, Sveavägen, Sandviken.
- Hammargymnasiet, Köpmangatan 1, Sandviken.
- Förskolan Furugården, Sveavägen 16 C, Sandviken.
- Folkets hus, Köpmangatan 5-7, Sandviken.
- Butikscentra och bostadsområden, Sandviken. (Där ej annat anges är verken i Sandviken utförda 1949-1975).
- Restaurang Slottsholmen, Västervik 1952
- Konstfackskolan, Valhallavägen 183-191, Stockholm, 1956-1962.
- Skogsbyn, Stora Sköndal, Stockholm, 1966.
- SPP:s bostads- och kontorsbyggnad, Svenska Personal - Pensionskassan, Drottningholmsvägen 35-43, Stockholm, 1963-1967.
- Konserthus, Oslo, 1977.
- Lindeskolan, Lindesberg, 1963-1965.

## Bilder (verk i urval)

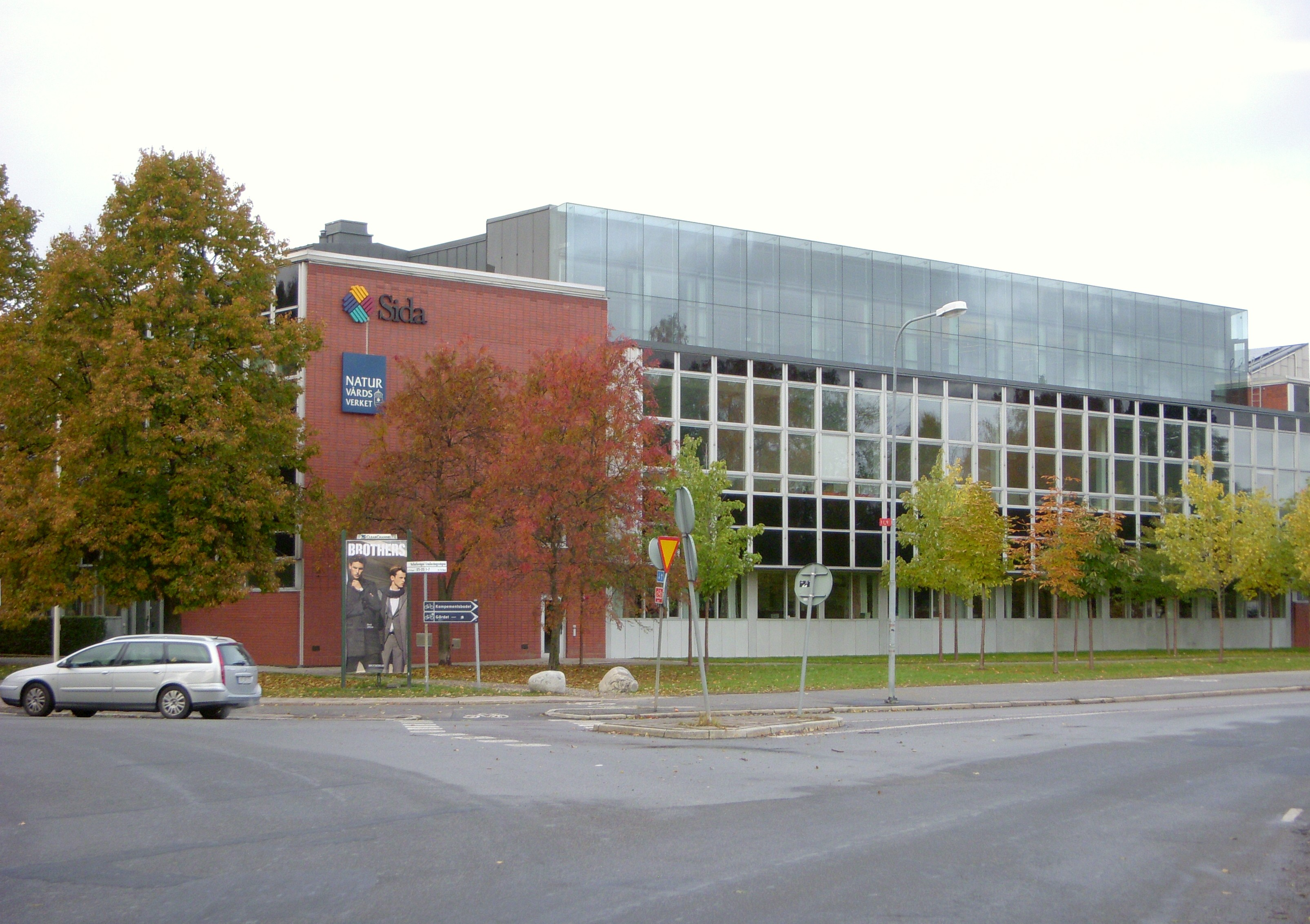
Tidigare Konstfack vid Valhallavägen 199, Stockholm.
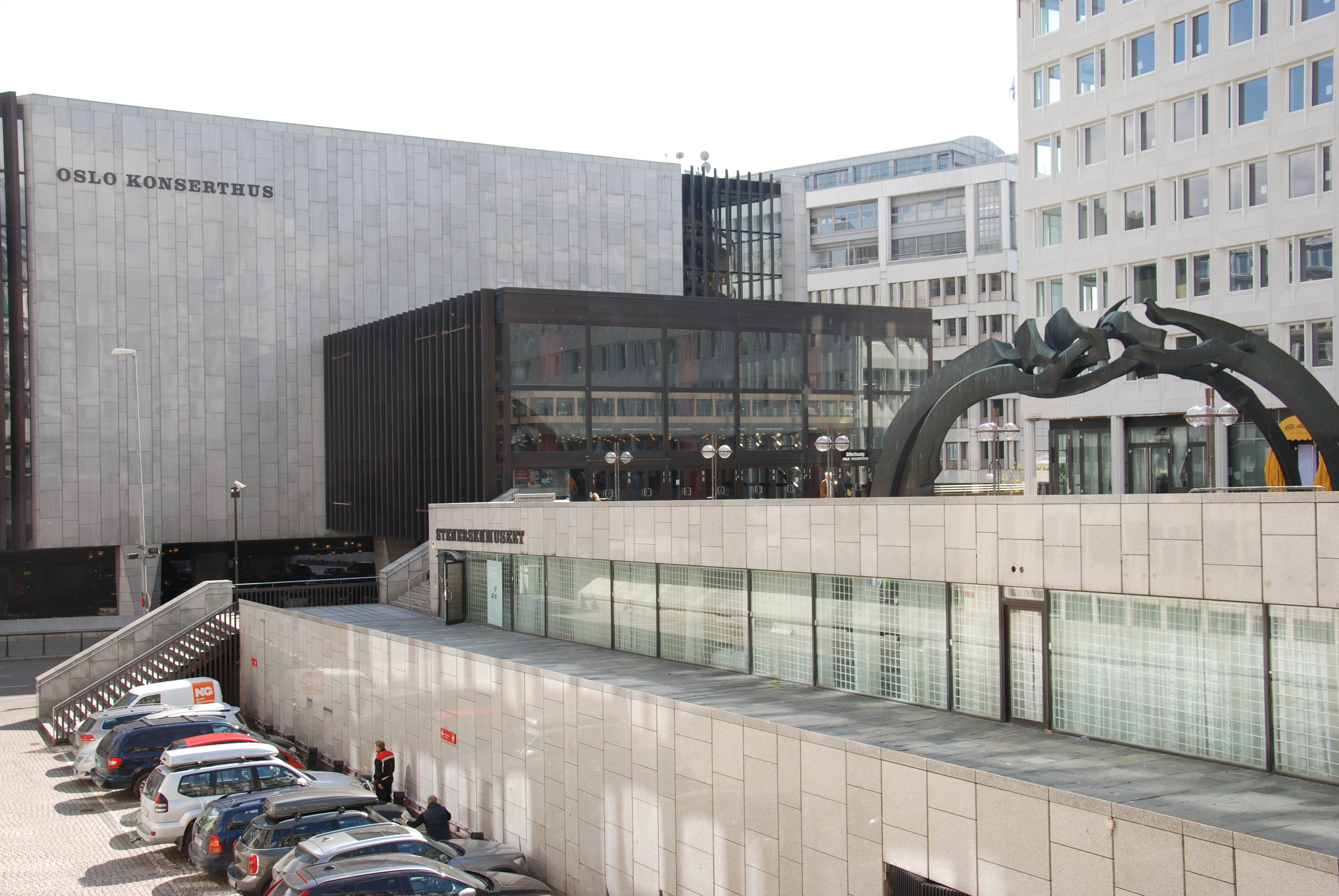
Oslo Konserthus.
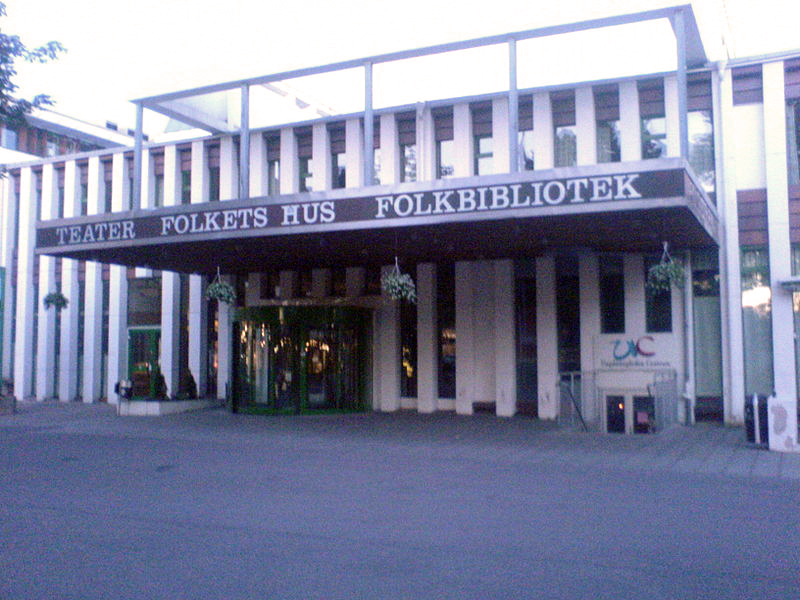
Folkets hus, Sandviken
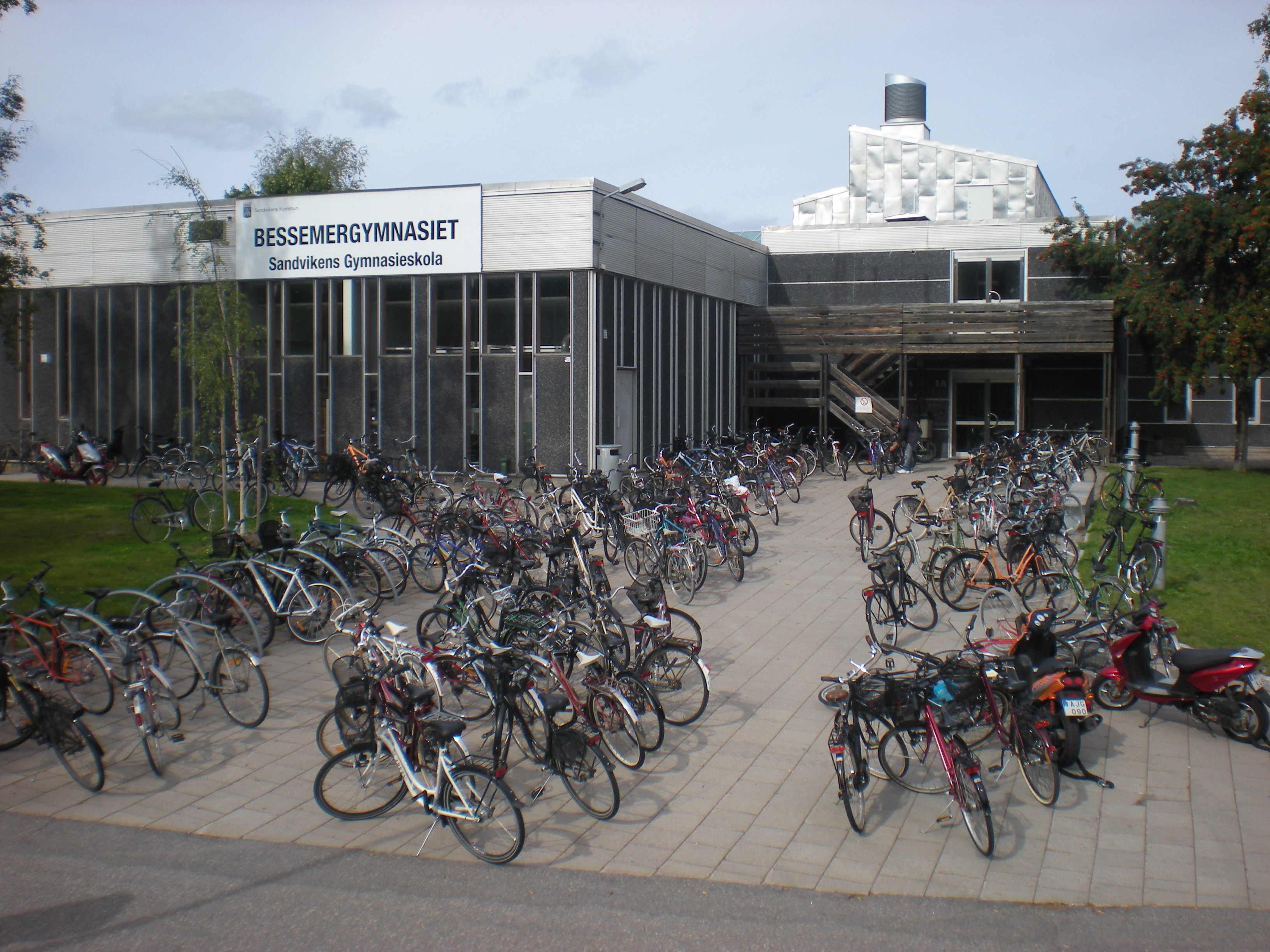
Bessemergymnasiet, Sandviken
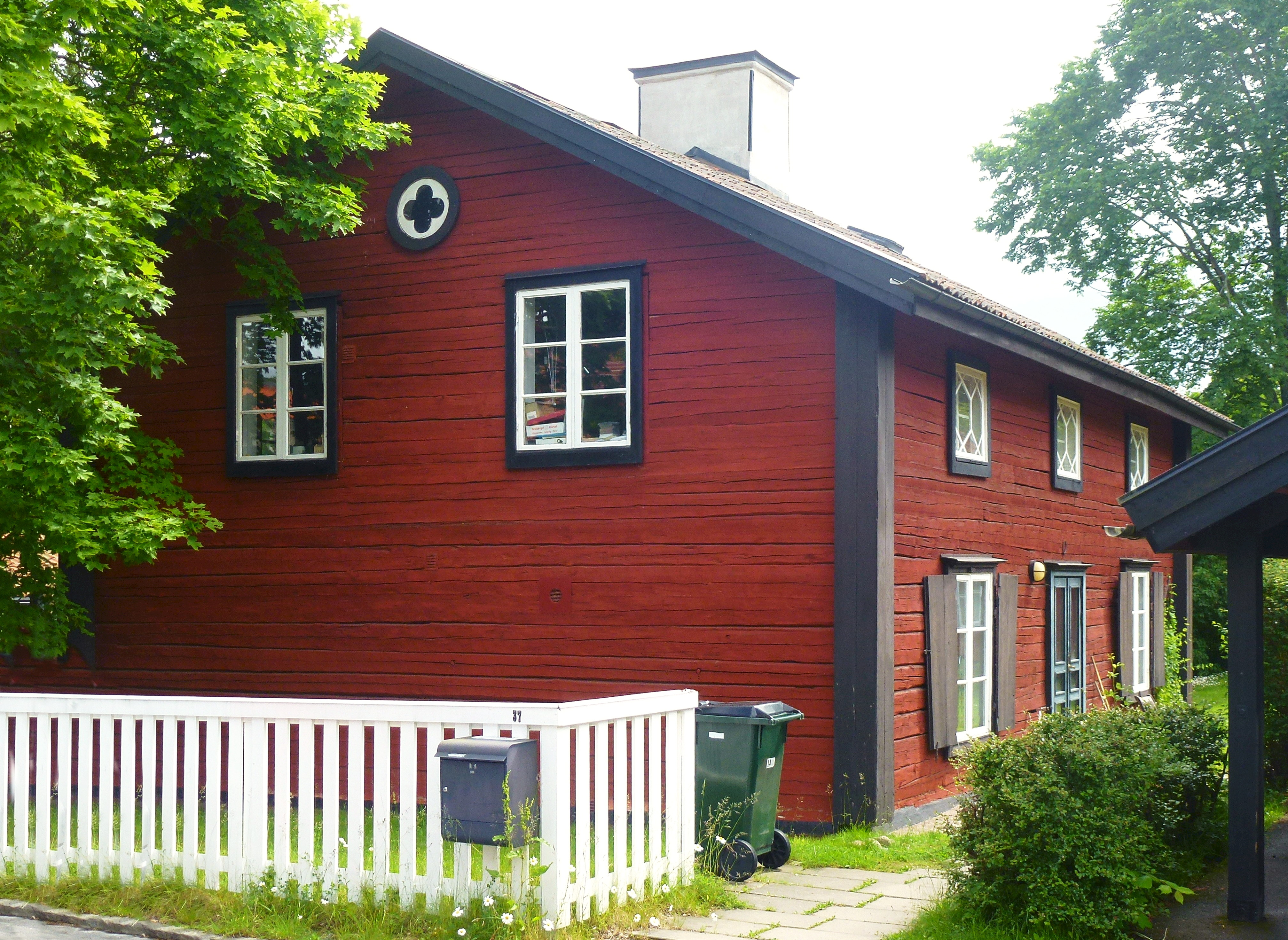
Åberghs arkitektontor på Skönstavik, södra Stockholm.